# Schaftlach
Schaftlach ist der größte Gemeindeteil der Gemeinde Waakirchen im oberbayerischen Landkreis Miesbach.

## Lage
Das Pfarrdorf Schaftlach befindet sich nördlich von Waakirchen an der Bahnstrecke Schaftlach–Tegernsee der Bayerischen Oberlandbahn Richtung Lenggries, Tegernsee und München. In der ehemaligen Gemeinde Schaftlach befanden sich die Ortsteile Piesenkam, Krottenthal, Kappelschuster und mehrere Weiler und Höfe.

## Geschichte
Schaftlach wurde erstmals im Jahre 1015 erwähnt. Die Heilig-Kreuz-Kirche im Dorfzentrum gehörte bis zur Säkularisation 1803 zur Pfarrei Gmund des Klosters Tegernsee und wurde dann zu einer eigenständigen Pfarrei. Die Kirche wurde von dem Tegernseer Klosterbaumeister Alex Gugler erbaut und am 4. August 1476 geweiht. Das Schaftlacher Kreuz befindet sich darin.
Während des Dreißigjährigen Krieges (1618–1648) wurde Schaftlach von schwedischen Truppen und der Pest zum großen Teil zerstört.
Die Gemeinde wurde am 1. Mai 1978 im Zuge der Gebietsreform mit der Gemeinde Waakirchen vereinigt. Bereits zuvor gehörte die Gemeinde dem Landkreis Miesbach an.

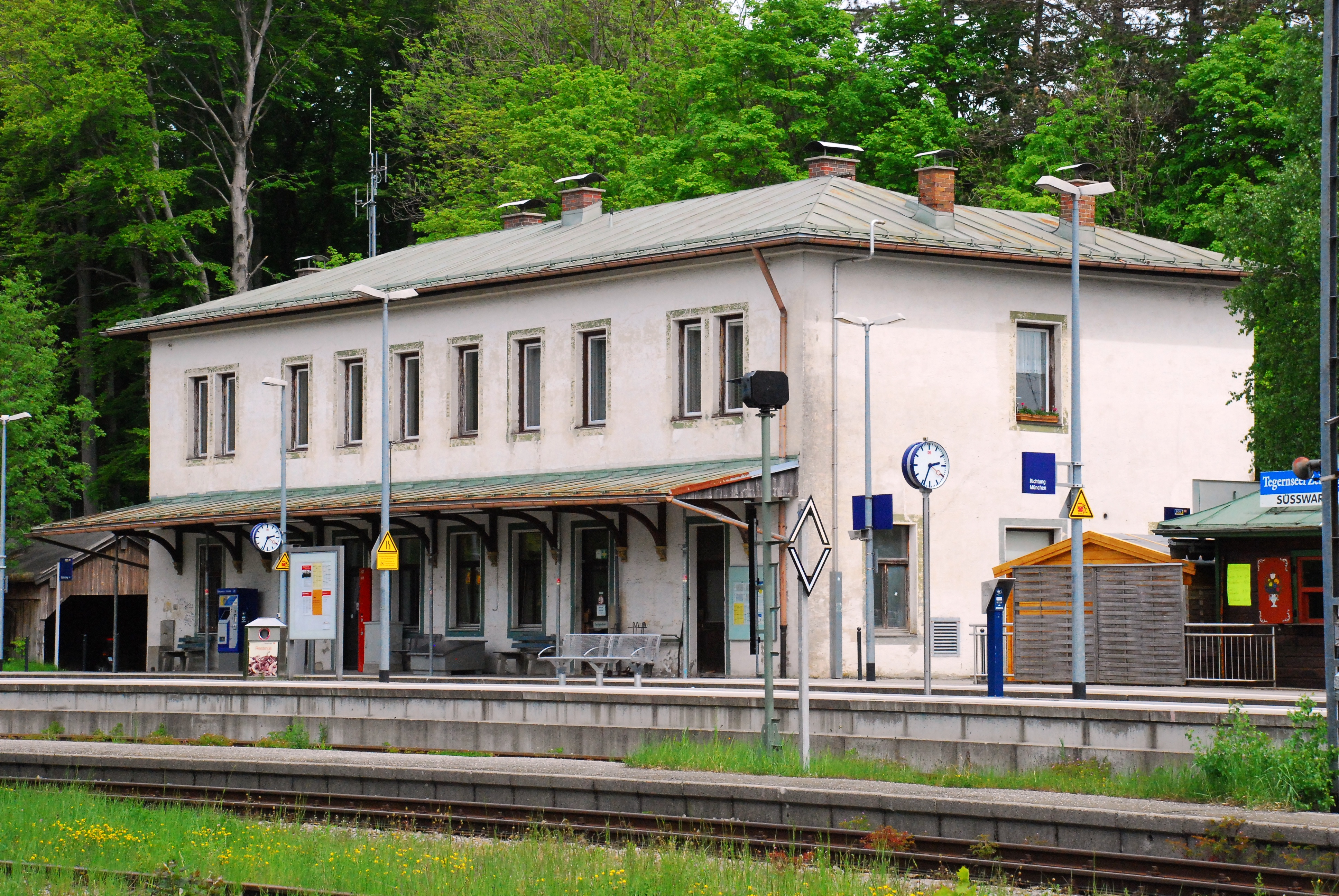
Bahnhof Schaftlach

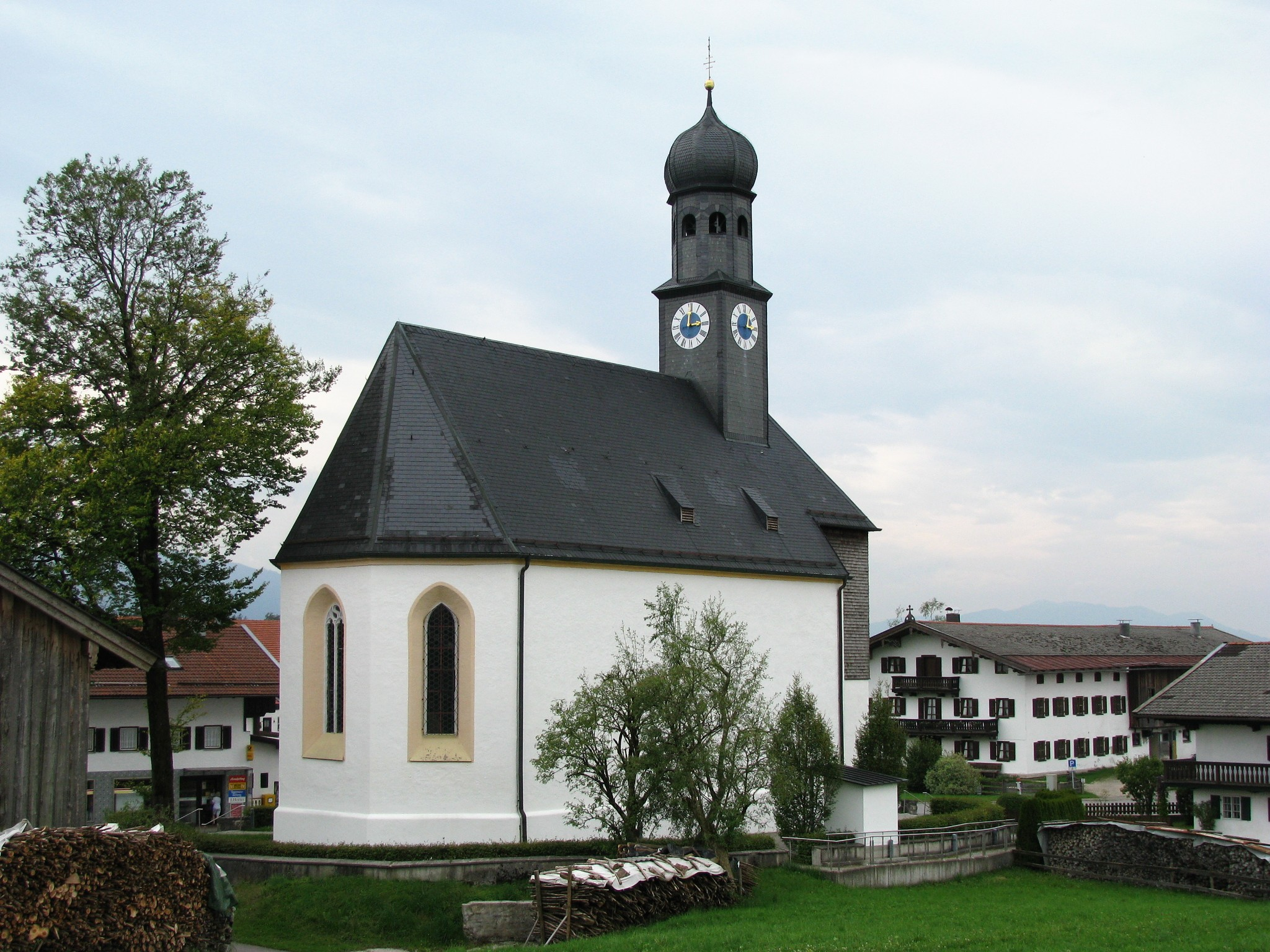
Heilig-Kreuz-Kirche in Schaftlach

## Sehenswürdigkeiten und Infrastruktur
- Fernsehturm
- Bahnhof Schaftlach
- In der Liste der Baudenkmäler in Waakirchen sind für Schaftlach sechs Baudenkmäler aufgeführt, darunter die Heilig-Kreuz Kirche.